# Má to háček
Má to háček je česká edice knih určených pro děti od 7 let, vydávaná od roku 2016 společně nakladatelstvími Pasparta a Albatros.

## Charakteristika edice
Hrdinové knih z této edice mají vždy nějaký problém či diagnózu, zároveň jsou ale v něčem dobří a svoje problémy v knihách překonávají, bojují s nimi. Knížky mohou být inspirací i povzbuzením všem malým čtenářům, kteří se s nějakým „háčkem“ potřebují vyrovnat. V každé z knih je i informace pro rodiče a pedagogy a ke knihám jsou volně ke stažení pracovní listy, aby děti mohly s knihami dále pracovat.

## Ocenění
Edice získala v roce 2021 ocenění Zlatá stuha v kategorii Nakladatelský počin.

## Vydané knihy
Autorkami této edice (stav 2022) jsou Petra Štarková, Ivona Březinová a Lenka Rožnovská. V edici vyšly tyto knihy (stav 2022), vyprávějící o různých dětských problémech a jejich řešeních:
- Petra Štarková: Největší nemehlo pod sluncem (dívka neobratná v porovnání s jinými)
- Lenka Rožnovská: Smutno se musí vyšeptat (dítě se setká s depresí matky)
- Ivona Březinová: Šel jsem se psem (o rozvodu rodičů)
- Petra Štarková: Pravidla skutečných ninjů (řešení potíží agresivního chlapce)
- Ivona Březinová: Řád sladkého sněhuláka (problémy dítěte s cukrovkou)
- Ivona Březinová: Ňouma z áčka (o neprůbojném chlapci)
- Petra Štarková: Můj brácha Tornádo (hyperkinetická pochucha)
- Ivona Březinová: Ťapka, kočka stěhovavá (Dívka ve střídavé péči a její kočka)
- Petra Štarková: Lukáš a profesor Neptun (potíže autistického třeťáka)